# Гаджиев, Нариман Казиханович
Гаджи́ев Нарима́н Казиха́нович (род. 17 июля 1982 года, Махачкала, Дагестанская АССР, РСФСР, СССР) — ведущий российский врач-уролог, доктор медицинских наук, заместитель директора по медицинской части (урология) Клиники высоких медицинских технологий им. Н. И. Пирогова Санкт-Петербургского государственного университета. Международный лектор и хирург. Автор более 100 печатных работ и 5 патентов/свидетельств в области медицины. Почётный член Европейской Ассоциации урологов, Американской урологической ассоциации, Российского общества урологов. Входит в состав комитета европейской ассоциации урологов по изучению мочекаменной болезни (EULIS) и комитета европейской ассоциации урологов по изучению новых технологий в урологии (ESUT) — первый и единственный из России.

## Биография
Родился 17 июля 1982 года в Махачкале в семье врачей. Окончил медико-биологический лицей при средней школе № 22 и поступил в Военно-медицинскую академию имени С. М. Кирова в Санкт-Петербург. В 2005 году окончил ВУЗ с отличием и сразу же поступил в интернатуру по специальности «Хирургия» при Академии. С 2006 по 2008 годы проходил службу в войсковом звене на должности врача медицинской роты, где продолжал заниматься научной деятельностью. С 2008 по 2011 проходил обучение в клинической ординатуре по урологии в Военно-медицинской академии имени С. М. Кирова под непосредственным руководством профессора Петрова Сергея Борисовича. В 2010 году, на втором году клинической ординатуры, успешно защитил кандидатскую диссертацию на тему «Двусторонний нефролитиаз: физико-химические аспекты патогенеза и прогнозирование риска развития заболевания». В 2011 году с отличием окончил ординатуру по урологии. В связи с организационно-штатными мероприятиями в том же году был уволен в запас. С 2011 года по настоящее время является врачом-урологом Всероссийского центра экстренной и радиационной медицины имени А. М. Никифорова МЧС России.
С 2017 по 2021 гг. руководил отделением урологии «Дистанционной литотрипсии и эндовидеохирургии» Первого Санкт-Петербургского государственного медицинского университета имени академика И. П. Павлова. С момента вступления в должность Гаджиевым Н. К. на базе отделения создан экспертный центр лечения таких заболеваний, как мочекаменная болезнь, аденома простаты, кисты почек, хирургическое лечение гидронефроза.
В 2018 году Нариман Казиханович успешно защитил диссертацию на соискание учёной степени доктора медицинских наук по теме «Инновационные технологии лечения и метафилактики нефролитиаза». С мая 2021 года является заместителем директора по медицинской части Клиники высоких медицинских технологий им. Н. И. Пирогова Санкт-Петербургского государственного университета.

## Личная жизнь
Состоит в браке, является отцом двоих детей.

### Увлечения
Спорт, книги, искусство.
Призёр чемпионата России по Джиу-Джитсу 2010 года.
С 2011 по настоящее время занимается боксом.

## Членство
- Российское общество урологов (РОУ)[4]
- European Association of Urology (EAU)[англ.][6]
- American Urological Association (AUA)[англ.]
- Комитет европейской ассоциации урологов по изучению мочекаменной болезни (EAU Section of Urolithiasis — EULIS)[7]
- Комитет европейской ассоциации урологов по изучению новых технологий в урологии (EAU Section of Uro-Technology — ESUT)[8]

## Общественная деятельность
- Эксперт в области урологии Росздравнадзора[9] по Северо-Западному Федеральному Округу
- Ведущий научный сотрудник инжинирингового центра «Автоматика и Робототехника» МГТУ им. Н. Э. Баумана. В недрах центра ведется активная работа по разработке и внедрению технологий дополненной реальности в клиническую медицину.
- Редактор статей журнала «Вестник Урологии» (рецензируется ВАК) по направлению мочекаменной болезни
- Соавтор Национальных Клинических Рекомендаций по лечению мочекаменной болезни 2017—2019 гг.[10]
- Автор первого комплексного мобильного приложения по мочекаменной болезни для пациентов — «STONE MD»
- Разработчик «Национального Реестра Хирургического Лечения мочекаменной болезни», позволяющего проводить как внешний, так и внутренний аудит качества лечения пациентов с камнями почек и мочеточников
- Автор медицинского блога, ориентированного преимущественно на врачей, с аудиторией более 30 тыс. подписчиков
- Основатель школы для пациентов с мочекаменной болезнью на базе Первого Санкт-Петербургского государственного медицинского университета им. акад. И. П. Павлова[11]. Это регулярное мероприятие для пациентов, в рамках которого обсуждаются актуальные темы, связанные с лечением и профилактикой мочекаменной болезни, а также выполняется диагностика органов мочевыделительной системы. К участию приглашаются российские и зарубежные специалисты (урологи, нефрологи, эндокринологи, диетологи и др.)

## Некоторые публикации
- Gadzhiev N., Tolkach Y., Korol V. et al. Vesico-acetabular fistula and urolithiasis in the hip joint cavity due to persistent bladder entrapment after acetabular fracture // Korean Journal of Urology. — Vol. 52, No 3. — С. 221—224, 2011
- N. Gadjiev, R. Tabaza, R. Kirschner-Hermanns — What is known about anchorage systems? // NEUROUROLOGY AND URODYNAMICS 31 (6), 730—731, 2012
- Gadzhiev N., Brovkin S., Grigoryev V. et al. Sculpturing in urology, or how to make percutaneous nephrolithotomy easier // Journal of Endourology. — Vol. 29, No 5. — С. 512—517, 2015
- Gadzhiev N., Brovkin S., Grigoryev V. et al. Ultrasound-guided ureteral stent removal in women // Journal of Ultrasound in Medicine. — Vol. 35, No 10. — С. 2159—2163, 2016
- Gadzhiev N., Brovkin S., Grigoryev V. et al. Are we ready to predict percutaneous nephrolithotomy (pcnl) stone-free failure? // Journal of Clinical Urology. — Vol. 9, No 1. — С. 11-18, 2016
- Gadzhiev N., Grigoryev V., Okhunov Z. et al. «Valve» — Type Retainment of Flexible Ureteroscope in the Distal Ureter // Journal of Endourology Case Reports, 2017
- Gadzhiev N., Sergei B., Grigoryev V. et al. Evaluation of the effect of Bernoulli maneuver on operative time during mini-percutaneous nephrolithotomy: a prospective randomized study // Investigative and Clinical Urology. — No 58(3). — С. 179—185, 2017
- Kirschner-Hermanns R., Anding R., Gadzhiev N., Goping I., Campbell A, Huppertz N. — Urethral pressure variation: a neglected contributing factor in patients with overactive bladder syndrome // International braz j urol, 43(2), 272—279, 2017
- Becker B., Gadzhiev N., Popiolek M. et al. A mobile app for patients suffering from kidney stones. Der Urologe — 57: 577, 2018
- Gadzhiev N., Gorelov D., Smirnov A., Salman A., Petrov S. — Novel Approach for Endoscopic Management of Duodenal Injury during Perirenal Infected Hematoma Drainage after Shock-Wave Lithotripsy Case Rep Urol. 2018: 2020572, 2018
- Gadzhiev N., Oibolatoy U., Akopyan G. et. al. Reducing kidney motion: optimizing anesthesia and combining respiratory support for retrograde intrarenal surgery: a pilot study — BMC Urology 19: 61, 2019
- Bellote MC., Santamaria HT. , Pelayo-Nieto M., Heman Prasad ES., Gadzhiev N., Gudaru K. — Sociedade Brasileira de Urologia // International braz j urol 45 (5), 877—881, 2019
- Gadzhiev N., Gorelov D., Malkhasyan V. et al. Comparison of silicone versus polyurethane ureteral stents: a prospective controlled study — BMC Urol 20: 10, 2020
- Reeves T., Pietropaolo A., Gadzhiev N., Seitz C, Somani BK. — Role of Endourological Procedures (PCNL and URS) on Renal Function: a Systematic Review Current // Urology Reports 21, 1-11, 2020
- Gadzhiev N., Malkhasyan V., Akopyan G., Petrov S., Jefferson F., Okhunov Z. Percutaneous nephrolithotomy for staghorn calculi: Troubleshooting and managing complications // Asian Journal of Urology 7 (2), 139—148, 2020
- Gadzhiev N., Akopyan G., Tursunova F., Afyouni A., Korolev D., Tsarichenko D., Rapoport L., Okhunov Z., Bhaskar S., Malkhasyan V. — Emergency versus elective ureteroscopy for the management of ureteral stones // Urologia, 2021